# Абегглен, Макс
Ма́кс Абеггле́н, Максимилиан Абегглен (нем. Maximilian Abegglen; 11 апреля 1902, Невшатель — 25 августа 1970, Церматт, Вале) — швейцарский футболист один из лучших футболистов Швейцарии 1920-х и 1930-х годов XX века. В честь него был назван швейцарский футбольный клуб Кантональ Невшатель.

## Клубная карьера
Всю клубную карьеру Макс Абегглен играл в разных Швейцарских футбольных клубах.
Макс играл в «Ксамаксе» из Невшателя с 1918 по 1919 год, также всего лишь год, до 1920 года он играл в «Монтрионд-Спорт». В начале 1920-х годов он перешёл в «Лозанна Спорт», где поиграл 3 года с 1920 по 1923 год.
Всю оставшуюся клубную карьеру с 1923 по 1941 год он играл в «Грассхоппере» из города Цюриха. В составе «Грассхопера» он стал пятикратным чемпионом Швейцарии и также шестикратным обладателем кубка.

## Международная карьера
В первом же матче за национальную сборную Абегглен отличился «хет-триком» в ворота сборной Нидерландов.
Мастерство Абегглена помогло сборной Швейцарии в 1924 году дойти до финала Олимпийских игр в Париже и стать серебряными призёрами. Он забил оба гола в полуфинале против сборной Швеции. Всего на турнире Абегглен забил 6 голов. Лишь одного гола ему не хватило, чтобы стать лучшим бомбардиром турнира наравне с Педро Петроне.
Всего за национальную сборную о сыграл 68 матчей и забил 34 гола. В течение 70 лет был лучшим бомбардиром сборной, пока этот результат не превзошёл Александр Фрай.
Первый матч за сборную: 19 ноября 1922 года, Швейцария — Нидерланды 5:0, Берн. Последний матч за сборную: 2 мая 1937 года, Германия — Швейцария 1:0, Цюрих.

## Личная жизнь
Два брата Макса Абегглена — Андре и Жан — также выступали за сборную Швейцарии и играли в разных швейцарских футбольных клубах.
Умер 25 августа 1970 года в возрасте 68 лет.

## Достижения
«Грассхоппер»
- Чемпион Швейцарии: 1927, 1928, 1931, 1937, 1939
- Обладатель Кубка Швейцарии: 1926, 1927, 1932, 1934, 1937, 1940

Сборная Швейцарии
- Вице-чемпион Олимпийских игр: 1924